# Paulo Pezzolano
Paulo César Pezzolano Suárez (Montevidéu, 25 de abril de 1983) é um treinador e ex-futebolista uruguaio que atuava como meio-campista. Atualmente comanda o Watford.

## Carreira como jogador
Revelado pelo Rentistas em 2001, permaneceu no clube uruguaio até 2005, quando foi contratado pelo Atlético Paranaense. No entanto, após não se adaptar ao futebol brasileiro, retornou ao Uruguai e passou por Defensor Sporting, Peñarol e Liverpool-URU, até ser emprestado ao Mallorca em 2009. O meia retornou em junho de 2010, para a disputa da primeira fase da Libertadores de 2011 contra o Grêmio.
Nos últimos anos passou pelo Hangzhou Greentown, da China, pelo Necaxa, do México, mais uma vez pelo Liverpool, e se aposentou em 2016 no Torque, do Uruguai.

## Carreira como treinador
Pezzolano iniciou sua carreira como técnico em novembro de 2016, pelo Torque, clube no qual decidiu pendurar suas chuteiras meses antes. No entanto, não durou por muito tempo na equipe de Montevidéu e no início de 2018 se transferiu para o Liverpool, da capital uruguaia, onde já havia jogado. Pezzolano obteve 31 vitórias, 23 empates e 21 derrotas em duas longas temporadas. Deixou o clube em novembro de 2019 para assumir o Pachuca, do México.

### Cruzeiro
Foi anunciado pelo Cruzeiro no dia 3 de janeiro de 2022. Estreou pela equipe no dia 26 de janeiro, na vitória por 3 a 0 contra a URT pelo Campeonato Mineiro. Durante a temporada de 2022, com o sucesso do clube dentro de campo sob seu comando, Pezzolano se tornou o treinador estrangeiro com maior número de jogos pelo clube, superando o argentino Filpo Nuñez.
Em 21 de setembro de 2022, conquistou com o clube o tão sonhado acesso à primeira divisão, após golear o Vasco da Gama por 3 a 0. Posteriormente, em 28 de setembro, após goleada por 4 a 1 diante da Ponte Preta em Campinas, o clube se sagrou campeão do torneio com número recorde de rodadas de antecedência.
Com o sucesso, Pezzolano se tornou um dos principais ídolos da torcida pela temporada brilhante da raposa, que conseguiu o retorno após três anos de insucessos na segunda divisão.
No início da temporada 2023 conquistou uma nova marca, 100 gols comandando o Cruzeiro. O autor do centésimo gol foi o centroavante Gilberto, na goleada por 4 a 0 sobre o Villa Nova, em Nova Lima pelo Campeonato Mineiro.
Rescindiu seu contrato com o clube em março de 2023 após a derrota por 2 a 1 diante do América Mineiro pelo Campeonato Mineiro.

### Valladolid
Em 4 de abril de 2023, foi contratado pelo Valladolid da Espanha, clube também gerido por Ronaldo, assinando até junho de 2024.
No dia 2 de dezembro de 2024, foi demitido do Valladolid após uma sequência de maus resultados no Campeonato Espanhol.

### Watford
No dia 13 de maio de 2025, Pezzolano foi anunciado pelo Watford, da Inglaterra, como novo treinador do clube. O uruguaio assinou um contrato válido por uma temporada com o clube inglês.

## Estatísticas como treinador
Atualizado até 25 de setembro de 2024.
| Equipe        | Jogos | Vitórias | Empates | Derrotas | Aproveitamento |
| ------------- | ----- | -------- | ------- | -------- | -------------- |
| Torque        | 28    | 16       | 8       | 4        | 66.67%         |
| Liverpool-URU | 77    | 32       | 24      | 21       | 51.95%         |
| Pachuca       | 73    | 24       | 24      | 25       | 43.84%         |
| Cruzeiro      | 63    | 34       | 13      | 16       | 60.85%         |
| Valladolid    | 71    | 28       | 15      | 28       | 46.48%         |
| Total         | 303   | 132      | 83      | 88       | 52.7%          |

## Títulos
Torque
- Campeonato Uruguaio - Segunda Divisão: 2017

Liverpool-URU
- Torneo Intermedio: 2019

Cruzeiro
- Campeonato Brasileiro - Série B: 2022